# 도하 (1992년)
도하(본명: 박도하, 1992년 3월 27일 ~ )는 대한민국의 가수이다. 2016년 아이돌 Mnet 서바이벌 소년 24 출신이며 현재는 솔로가수로 활동중이다. 2022년 12월 1일 네이처스스페이스 소속의 5인조 보이그룹 XEED의 멤버로 데뷔했다.